# متسلسلة فورييه لدوال الجيب وجيب التمام
في الرياضيات، وخصوصا في فرعي التفاضل والتكامل وتحليل فورييه، تعتبر متسلسلة فورييه لدوال الجيب وجيب التمام متسلسلة رياضية سميت على اسم الرياضي والفيزيائي الفرنسي جوزيف فورييه.

## الرموز
في هذة المقالة، هي F وتقع على الفترة {\displaystyle [0,L]}.

## دالة الجيب
دالة الجيب في متسلسلة فورييه تعرف ب: 

{\displaystyle \sum _{n=1}^{\infty }c_{n}\sin {\frac {n\pi x}{L}}}
حيث 

{\displaystyle c_{n}={\frac {2}{L}}\int _{0}^{L}f(x)\sin {\frac {n\pi x}{L}}\,dx,n\in \mathbb {N} }.
إذا كانت F دالة متصلة و{\displaystyle f(0)=f(L)=0} 

تصبح F دالة فردية في الفترة {\displaystyle [0,L]}، وتكون دالة دورية ب {\displaystyle 2L}.

## دالة جيب التمام
دالة جيب التمام في متسلسلة فورييه تعرف ب:
{\displaystyle {\frac {c_{0}}{2}}+\sum _{n=1}^{\infty }c_{n}\cos {\frac {n\pi x}{L}}}
حيث
{\displaystyle c_{n}={\frac {2}{L}}\int _{0}^{L}f(x)\cos {\frac {n\pi x}{L}}\,dx,n\in \mathbb {N} _{0}}.

إذا كانت F دالة متصلة
تصبح F دالة زوجية في الفترة {\displaystyle [0,L]}، وتكون دالة دورية ب {\displaystyle 2L}.